# Andréi Borovij
Andréi Egórovich Borovij (en ruso: Андре́й Его́рович Боровы́х; Kursk, 30 de octubre de 1921 - Moscú, 7 de noviembre de 1989) fue un as de la aviación soviético que combatió durante la Segunda Guerra Mundial donde recibió dos veces el título de Héroe de la Unión Soviética. Después de la guerra permaneció en el ejército hasta 1989; durante su carrera alcanzó el rango de coronel general de Aviación y de 1969 a 1977 se desempeñó como comandante de la Fuerza Aérea de Defensa Soviética.

## Biografía

### Infancia y juventud
Andréi Borovij nació el 30 de octubre de 1921 en Kursk en la gobernación de Kursk en lo que en esa época era la RSFS de Rusia (la Unión Soviética no se constituyó oficialmente hasta finales de 1922), en el seno de una familia rusa de clase trabajadora. Terminó siete años de educación en 1936 y en 1937 se graduó en el club de vuelo de Kursk. Posteriormente, en enero de 1941, se graduó en la Escuela de Aviación Militar de Chujúyiv, solo un año después de ingresar al ejército. Trabajó en la escuela como instructor de vuelo hasta que fue evacuado a Chimkent en septiembre de ese mismo año. Se afilió al Partido Comunista en 1943.

### Segunda Guerra Mundial
En diciembre de 1941, poco después del inicio de la invasión alemana de la Unión Soviética, Borovij fue enviado al frente de guerra, inicialmente como piloto y comandante de vuelo en el 728.º Regimiento de Aviación de Cazas. En septiembre de 1942, fue enviado al 157.º Regimiento de Aviación de Cazas, donde finalmente ascendió de rango y ascendido al puesto de comandante de escuadrón. El 9 de mayo de 1943 fue nuevamente ascendido al rango de subteniente y, tras varios ascensos, alcanzó el rango de mayor en enero de 1945. momento ene el que fue asignado al puesto de comandante de escuadrón, en el 157.º Regimiento de Aviación de Cazas que formaba parte de la 273.º División de Cazas del 6.º Cuerpo de Aviación de Cazas dentro del 16.º Ejército Aéreo. En los dos primeros años de la guerra realizó 341 salidas de combate exitosas y participó en al menos cincuenta y cinco batallas aéreas, se le atribuyó el derribo de doce aviones enemigos. En sus siguientes cuarenta y nueve batallas aéreas, se le atribuyó el derribo de diecinueve aviones enemigos, una hazaña que le valió una segunda Estrella de Oro de Héroe de la Unión Soviética el 23 de febrero de 1945.
Vio combates en gran parte de Europa central y oriental, incluidos Orel, Kursk, Gómel, Brest, Leópolis, Varsovia y Berlín. Sus misiones consistían en interceptar aviones enemigos, proporcionar cobertura aérea a los bombarderos y realizar reconocimientos aéreos. A lo largo de la guerra completó un total de 475 misiones de combate y luchó en 113 enfrentamientos aéreos, volando en una amplia variedad de cazas tanto soviéticos como de otros países aliados, como I-16, I-185, Hawker Hurricane, Yak-1, Yak-3, Yak-7 y el Yak-9.
El recuento final de victorias aéreas de Borovij está ligeramente discutido. En estimaciones recientes basadas en el análisis de documentos oficiales, el historiador ruso Mijaíl Bikov le atribuye veintisiete victorias en solitario y diecisiete compartidas, mientras que Andréi Simonov y Nikolái Bodrijin defienden que consiguió treinta y dos derribos en solitario y catorce compartidos o veintinueve en solitario y dieciséis compartidas. Las estimaciones anteriores realizadas por autores occidentales tienden a ser más altas, aunque la fuente de sus afirmaciones y su precisión no están claras; tales estimaciones a menudo le atribuyen hasta treinta y dos victorias en solitario y dieciséis compartidas.

## Posguerra
Después del final de la guerra continuó sirviendo en el ejército y permaneció al mando de su regimiento hasta junio de 1946. Luego se convirtió en el comandante del 233.º Regimiento de Aviación de Cazas mientras estaba estacionado en Alemania. En 1949 fue ascendido al rango de teniente coronel y en 1951 se graduó en la Academia de las Fuerzas Aéreas de Mónino, tras lo cual se convirtió en subcomandante de la 9.ª División de Aviación de Cazas. Continuó ocupando varios altos cargos en la Fuerza Aérea Soviética y, finalmente, se convirtió en el comandante de las Fuerzas de Defensa Aérea de 1969 a 1977. Luego, de 1977 a 1988, trabajó como asesor militar en el Instituto de Historia Militar del Ministerio de Defensa.
En 1988 se retiró del servicio activo y estableció su residencia en Moscú. Aunque poco después de jubilarse, murió de un derrame cerebral el 7 de noviembre de 1989 y fue enterrado en el cementerio Novodévichi.
Mientras estuvo en la Fuerza Aérea también sirvió en política, primero como diputado de la II Convocatoria del Sóviet Supremo de la Unión Soviética (1946-1950) y luego como diputado de la IV Convocatoria del Sóviet Supremo de la RSFS de Rusia (1955-1959).

## Condecoraciones

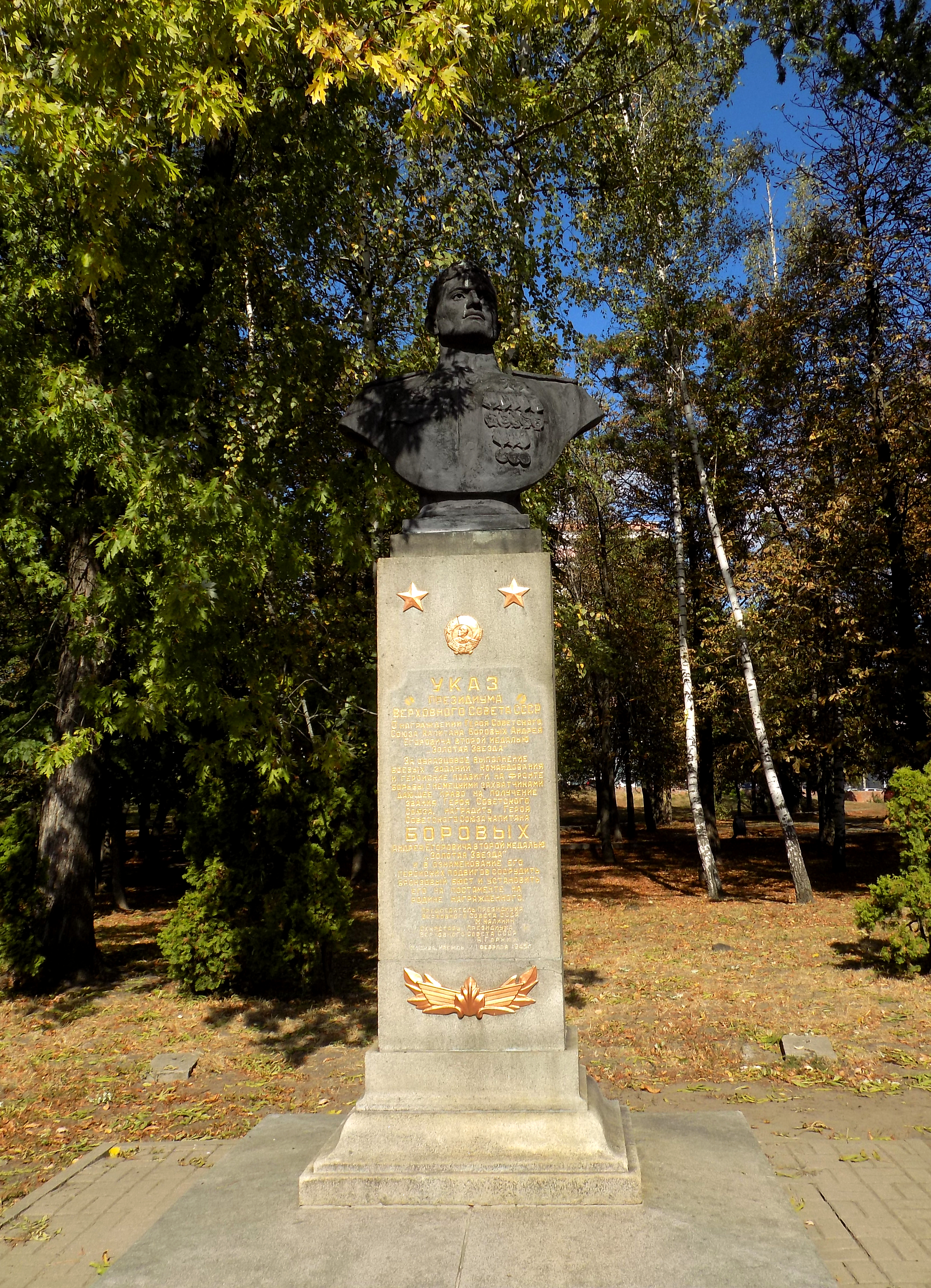
Busto en honor de Andréi Borovij en Kursk (Rusia)

A lo largo de su extensa carrera militar Andréi Borovij fue galardonado con las siguientes condecoraciones
Unión Soviética
- Héroe de la Unión Soviética, dos veces (24 de agosto de 1943 y 23 de febrero de 1945)
- Piloto Militar Honorífico de la URSS (16 de agosto de 1966)
- Orden de Lenin, dos veces (24 de agosto de 1943 y 31 de octubre de 1967)
- Orden de la Bandera Roja, cinco veces (22 de junio de 1942, 6 de noviembre de 1942, 9 de julio de 1943, 31 de julio de 1945 y 22 de febrero de 1955)
- Orden de Alejandro Nevski (22 de junio de 1944)
- Orden de la Guerra Patria de 1.er grado (11 de marzo de 1985)
- Orden de la Estrella Roja, tres veces (26 de octubre de 1955, 29 de octubre de 1971 y 16 de febrero de 1982)
- Orden del Servicio a la Patria en las Fuerzas Armadas de la URSS de 3.er grado (30 de abril de 1975)
- Medalla por la Victoria sobre Alemania en la Gran Guerra Patria de 1941-1945
- Medalla Conmemorativa del 20.º Aniversario de la Victoria en la Gran Guerra Patria de 1941-1945
- Medalla Conmemorativa del 30.º Aniversario de la Victoria en la Gran Guerra Patria de 1941-1945
- Medalla Conmemorativa del 40.º Aniversario de la Victoria en la Gran Guerra Patria de 1941-1945
- Medalla por el Servicio de Combate
- Medalla por la Conquista de Königsberg
- Medalla por la Conquista de Berlín
- Medalla por la Liberación de Varsovia
- Medalla de Veterano de las Fuerzas Armadas de la URSS
- Medalla por el Fortalecimiento de la Cooperación Militar
- Medalla por el Desarrollo de las Tierras Vírgenes
- Medalla del 30.º Aniversario de las Fuerzas Armadas de la URSS
- Medalla del 40.º Aniversario de las Fuerzas Armadas de la URSS
- Medalla del 50.º Aniversario de las Fuerzas Armadas de la URSS
- Medalla del 60.º Aniversario de las Fuerzas Armadas de la URSS
- Medalla del 70.º Aniversario de las Fuerzas Armadas de la URSS
- Medalla por Servicio Impecable de 1.er grado

Otros países
- Mongolia - Orden al Mérito Militar (6 de julio de 1971)
- Polonia - Orden Virtuti Militari de 5.º grado (6 de abril de 1946)
- Polonia - Orden Polonia Restituta de 5.º grado (6 de octubre de 1973)
- Mongolia - Medalla del 50.º Aniversario del Ejército Popular de Mongolia